# Jiří Koryta
Jiří Koryta (24. června 1922 Písek - 30. května 1994 Praha) byl český fyzikální chemik, vědec a pedagog. Pracoval v Ústavu fyzikální chemie J. Heyrovského a Fyziologickém ústavu ČSAV v Praze. Působil  jako profesor na Přírodovědecké fakultě Univerzity Karlovy.
Přednášel na mnoha mezinárodních konferencích v Evropě, v USA, v Japonsku a v Číně. Mnoho let byl rovněž vědeckým redaktorem časopisu Vesmír. Je autorem nebo spoluautorem více než 150 publikací, z toho 20 knižních. Jeho učebnice Elektrochemie byla přeložena do několika jazyků.

## Kariera

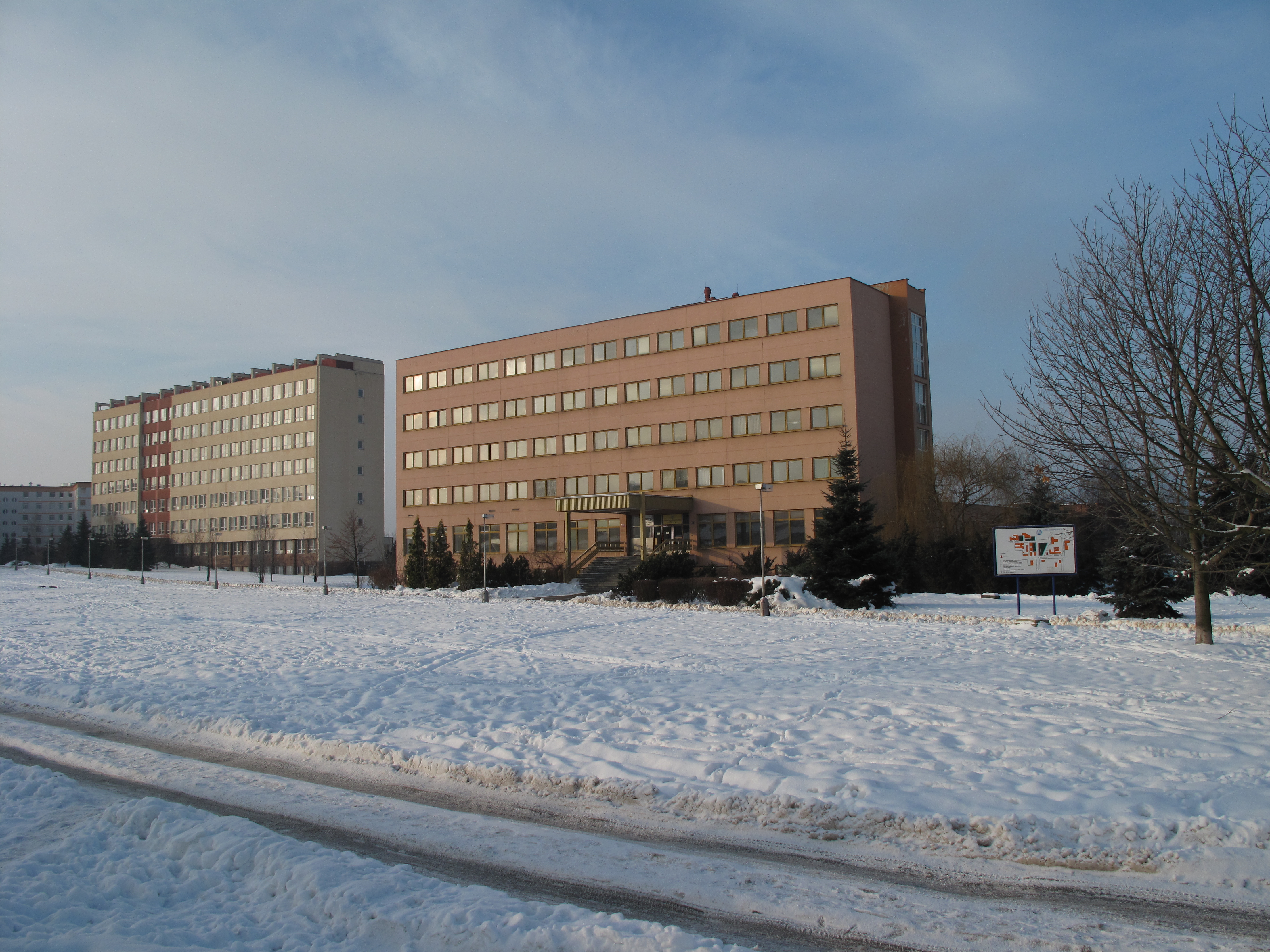
Hlavní budova Ústavu termomechaniky Akademie věd České republiky (vpravo) a Ústav fyzikální chemie (vlevo) v Praze - Libni.

Jiří Koryta se narodil v Písku v roce 1922. Po střední škole pracoval jako úředník, ale stále se samostatně vzdělával především v přírodních vědách. Vpád nacistů mu zabránil ve studiu, ale byl stále rozhodnutý stát se vědcem. Po válce se zapsal na Přírodovědeckou fakultu Karlovy univerzity v Praze, kterou úspěšně vystudoval a získal doktorát v oboru fyzikální chemie. Brzy se stal uznávaným vědeckým pracovníkem.

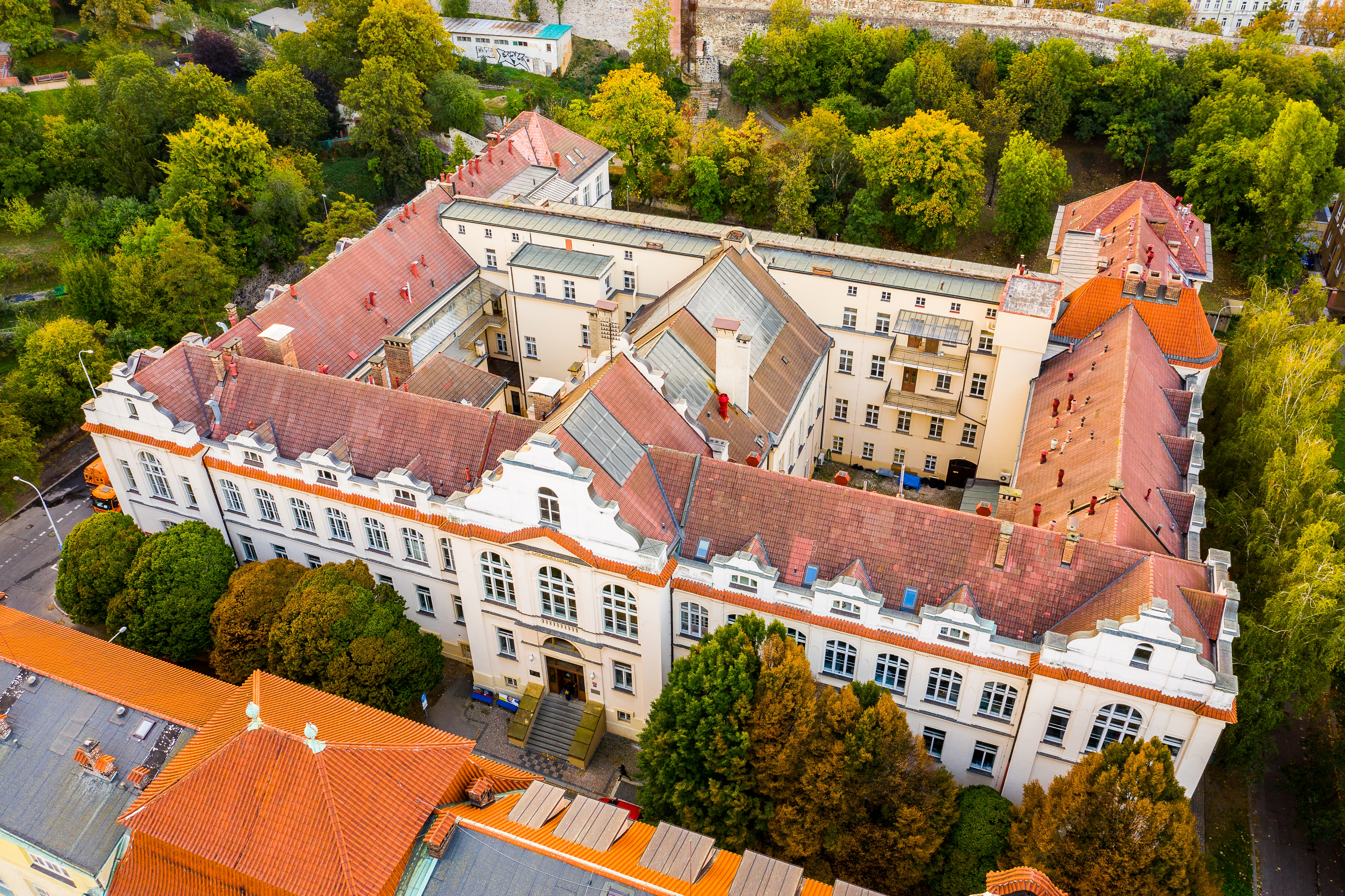
Budova chemických ústavů Přírodovědecké fakulty v Praze - Albertov

V letech 1951 - 1988 pracoval v Ústavu fyzikální chemie a elektrochemie J. Heyrovského v Praze. V roce 1966 se stal externím profesorem na Přírodovědecké fakultě UK v Praze. V roce 1968 byl jako uznávaný odborník pozván na roční profesorský pobyt v Anglii. Od roku 1985 pracoval na univerzitě v Drážďanech, v letech 1985 - 1986 byl prezidentem Mezinárodní elektrochemické společnosti. Od roku 1988 byl pracovníkem Fyziologického ústavu ČSAV v Praze. Přednášel na mnoha mezinárodních konferencích, a to nejen ve východní a západní Evropě, ale také ve Spojených státech, Japonsku a Číně.
Nikdy nebyl členem komunistické strany a za tento svůj odmítavý postoj k členství nebyl nikdy přijat do Československé akademie věd, přestože jeho vědecká práce byla na vysoké úrovni. Často mu byla zamítnuta cesta do zahraničí, ačkoli svým výzkumem a publikační činností získal uznání mezi vědeckou komunitou nejen pro sebe, ale i pro náš stát. Přesto si po celou dobu své kariery zachoval morální, politickou a intelektuální bezúhonnost.
Zemřel 30. května 1994 krátce po operaci zhoubného nádoru ve věku 72 let.

## Výzkum
Profesor Koryta se zabýval především teoretickou elektrochemií, elektrochemií biologických sloučenin a historií přírodních věd.
Jeho práce se týkaly například reakcí na tryskavé rtuťové elektrodě, elektrochemie komplexních sloučenin, vlivu adsorpce elektroneaktivních sloučenin na elektrodové procesy. Založil výzkum procesů na mezifázi dvou nemísitelných roztoků elektrolytů a přenosu iontů přes mezifázi kapalina-kapalina.

## Publikace
- Jiří Koryta je autorem nebo spoluautorem více než 150 publikací, z toho 20 knižních.
- Psal články do různých vědeckých časopisů a jeho vědecké publikace vyšly v několika jazycích.
- Učebnice mu vydalo i nakladatelství John Wiley a synové, které bylo uznávané v Anglii i v USA.
- Mnoho let byl vědeckým redaktorem časopisu Vesmír.
- Napsal například životopisy Michaela Faradaye (1972) a Jaroslav Heyrovského (1976).
- Velmi populární byly jeho knihy a učebnice: Elektrochemie (1966), Ionty, elektrody, membrány (1980) a Iontově-selektivní elektrody (1984).